# Lay, Loire
Lay là một xã trong tỉnh Loire miền trung nước Pháp.